# Список австрійських вчених
У цьому списку наведені австрійські вчені, а також вчені з Австрії та Австро-Угорщини.

## Економісти
- Зіґфрід Бехер[en]
- Ойґен фон Бем-Баверк
- Ернст Фер
- Сімон Гехтер
- Фрідріх Гаєк
- Рудольф Гільфердінг
- Леопольд Кор[en]
- Карл Менгер — засновник Австрійської школи економіки
- Людвіг фон Мізес — основоположник неолібералізму
- Оскар Морґенштерн — співзасновник теорії ігр
- Йозеф Шумпетер — неокласичний економіст
- Отмар Шпан[en]
- Фрідріх фон Візер

## Інженери, винахідники
- Карло Альберто Абарт — відомий автопідприємець
- Іґо Етріх[en] — авіатор
- Ансельм Франц[en]
- Ґастон Ґлок
- Клер Гмахль
- Едуадр Хаас[en]
- Інгеборг Гохмайр
- Віктор Каплан
- Вільгельм Кресс
- Геді Ламар
- Луїджі Негреллі
- Фердинанд Порше
- Едмун Румплер[en]
- Макс Вальє — ракетний інженер

## Фізики та математики
- Еміль Артін
- Вільгельм Бляшке
- Людвіг Больцман — знаменитий фізик, один з засновників статфізики
- Крістіан Доплер — описав ефект Доплера
- Пауль Еренфест
- Курт Гедель — математик, автор відомих теорем Геделя
- Томас Ґолд
- Вольфґанґ Грьобнер[en]
- Ганс Ган
- Віктор Франц Гесс — дослідник космічних променів, Нобелівський лауреат з фізики
- Йоганн Йозеф Лошмідт
- Ернст Мах — фізик та філософ (число Маха)
- Ліза Майтнер
- Карл Менгер[en] — математик, винахідник Губки Менгера
- Ріхард фон Мізес
- Вольфганг Паулі — лауреат Нобелівської премії з фізики в 1945
- Йозеф Пецваль
- Йоганн Радон[en]
- Ервін Шредінгер
- Генріх Франц Фрідріх Тітце
- Леопольд Вієторіс
- Віктор Фредерік Вайскопф
- Антон Цайлінґер
- Гернот Циппе

## Хіміки
- Карл Ауер фон Вельсбах — винахідник гасової лампи
- Норберт Бішофберґер[en]
- Хейнц Фальк[en]
- Ніколаус Йозеф фон Жакен
- Вальтер Кон — Нобелівський лауреат з хімії в 1998
- Карл Кордеш[en]
- Ріхард Кун — Нобелівський лауреат з хімії в 1938
- Макс Фердинанд Перуц
- Фріц Прегль — Нобелівський лауреат з хімії в 1923

## Фізіологи та доктори
- Лоренц Белер — травматолог
- Ернст фон Фейхтерслебен — хірург, психіатр, поет
- Віктор Франкл
- Карл Фріш — лауреат Нобелівської премії з фізіології і медицини за 1973 рік
- Ерік Кендел — Лауреат Нобелівської премії з медицини та фізіології за дослідження сигнальної трансдукції у нервовій системі, 2000
- Клеменс фон Пірке — бактеріолог, імунолог
- Юліус Вагнер-Яурегг — лауреат Нобелівської премії з фізіології або медицини у 1927 році

## Психологи і психіатри
- Йозеф Броєр
- Бруно Беттельхайм, психолог
- Анна Фрейд, дитячий психолог
- Зигмунд Фрейд, засновник психоаналізу
- Фріц Хайдер, психолог
- Мелані Кляйн (1882-1960), дитячий психотерапевт (емігрувала до Англії в 1926 році)
- Вальтер Мішель (1930-2018), психолог
- Отто Ранк, піонер-психолог
- Пауль Вацлавик (1921-2007), сімейний терапевт і психолог

## Інші
- Людвиг фон Берталанфі — автор теорії систем
- Отеніо Абель — палеонтолог
- Йозеф фон Гаммер-Пургшталь — історик-орієнталіст
- Отто Леві — фармаколог, Нобелівський лауреат
- Вільгельм Гайдінгер
- Мартін Новак[en] — австро-американський біхевіорист
- Гайнц фон Ферстер — один з основоположників кібернетики